# Andromède XXXI
Andromède XXXI (Andromeda XXXI), aussi nommée Lézard I (Lézard I), est une galaxie naine du Groupe local proche de la galaxie d'Andromède, située à 275 ± 7 kpc et découverte en 2013 grâce au relevé Pan-STARRS1. Sa brillance de surface centrale est de 25,8 ± 0,8 mag arcsec−2, sa magnitude absolue dans la bande V est de −11,7 ± 0,7 mag et son rayon effectif et de 912 ± 124 pc . Elle se situe dans la constellation du Lézard. La vitesse radiale héliocentrique d'Andromède XXXI est de −198,4 ± 1,1 km s−1 et sa dispersion de vitesse centrale est de 10,3 ± 0,9 km s−1 . Enfin sa métallicité est de −2,0 ± 0,1.